# 穆恩迪
穆恩迪（Mundi），是印度中央邦East Nimar县的一个城镇。总人口10667（2001年）。

## 人口
该地2001年总人口10667人，其中男性5541人，女性5126人；0—6岁人口1640人，其中男864人，女776人；识字率60.99%，其中男性为69.61%，女性为51.68%。